# Anthrax succedens
Anthrax succedens är en tvåvingeart som beskrevs av Walker 1852. Anthrax succedens ingår i släktet Anthrax och familjen svävflugor. Inga underarter finns listade i Catalogue of Life.